# Montagne Copper (sommet du Colorado)
Pour les articles homonymes, voir Copper Mountain, Copper et Mountain.
La montagne Copper, en anglais Copper Mountain, est une montagne des États-Unis dans le comté de Summit située à 121 kilomètres à l'ouest de Denver dans l'État du Colorado. La station de sports d'hiver de Copper Mountain est située sur ses flancs. 

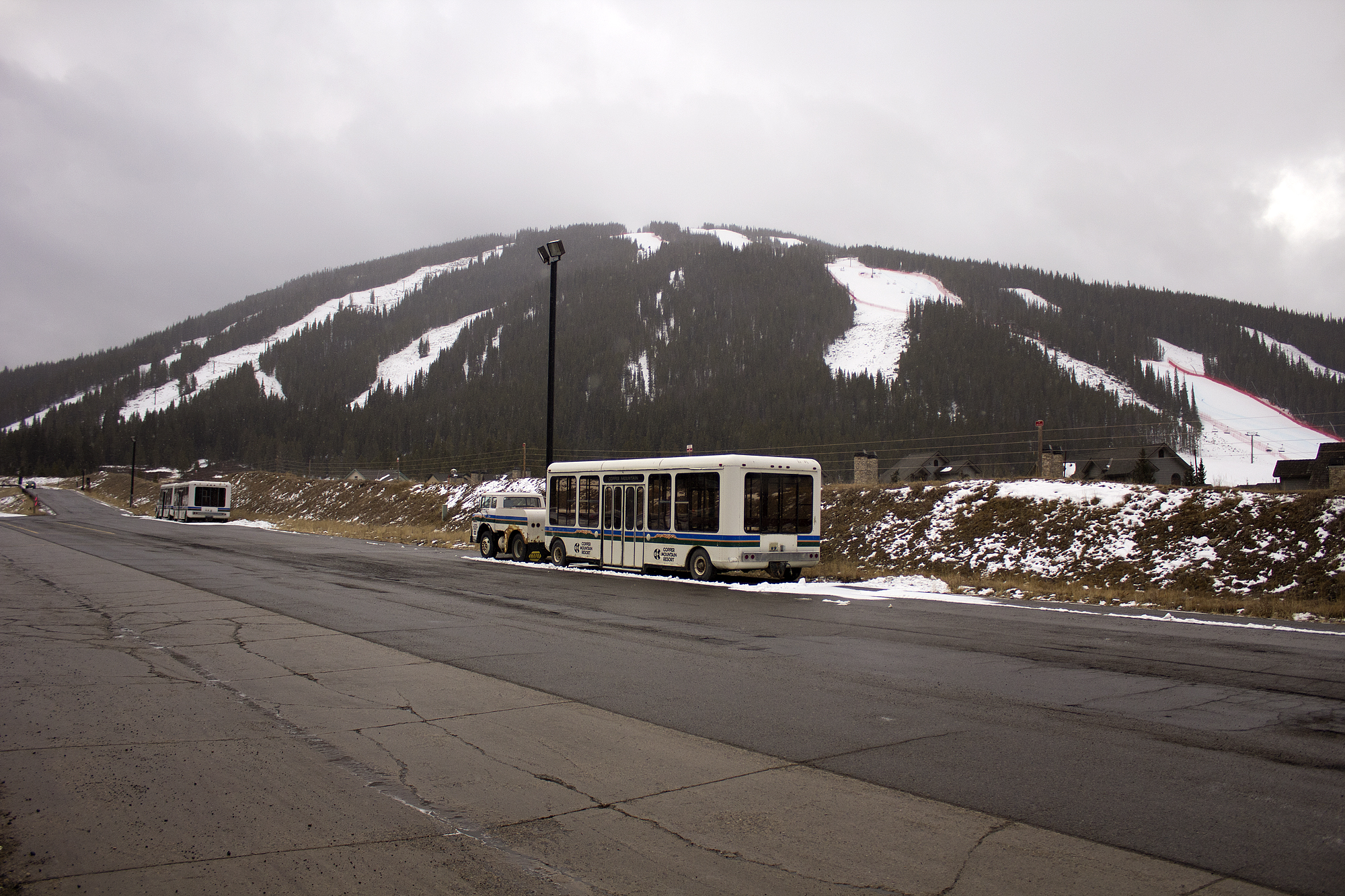
La montagne et les pistes de ski de la station de Copper Mountain en hiver.